# Hartmut Hahn
Hartmut Ludwig Hahn (* 12. August 1971 in Biberach an der Riß) ist ein deutscher zeitgenössischer Bildender Künstler.

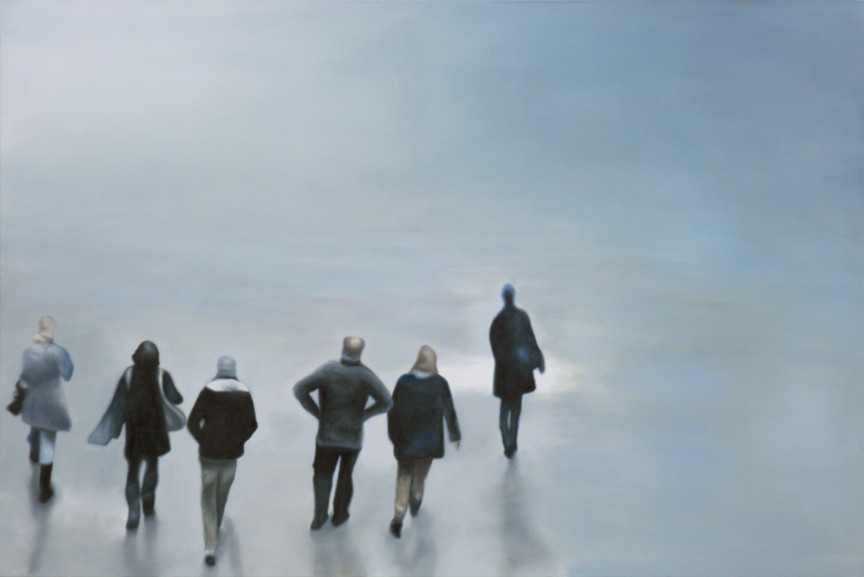
Wohin wir wirklich gehen …, Hartmut Hahn, Öl auf Leinwand.

## Leben
Hartmut Hahn erlernte von 1988 bis 1991 in Stuttgart den Beruf des Druckvorlagenherstellers. Nach abgeschlossener Fachhochschulreife studierte er von 1995 bis 2000 Medienkunst an der Hochschule für Grafik und Buchkunst in Leipzig (u. a. an der Seite von Matthias Weischer, Tom Fabritius, David Schnell und Christoph Ruckhäberle, die der Neuen Leipziger Schule zugeschrieben werden). Ebenfalls in Leipzig absolvierte Hahn ein Meisterschülerstudium bei Joachim Jansong. Neben seinem Wohnsitz in Biberach lebte und wirkte er von 2008 bis 2014 in Berlin, wo er seinen Stil maßgeblich weiterentwickelte.

## Werk
Nach seiner Ausbildung zum Druckvorlagenhersteller und ursprünglich der Malerei zugewandt, entdeckte Hahn Anfang der 1990er Jahre die Videokunst für sich. Er entschied sich daraufhin für das Studium der Medienkunst, das er bis zum Diplom und zum Meisterschüler absolvierte. Schon während dieser Zeit fand er zu seinem Ursprung, der Malerei in Öl auf Leinwand zurück. Seine wesentlichen Vorbilder sind der aus dem Realismus stammende Edward Hopper und der aus der Romantik stammende Caspar David Friedrich. Aus dieser Inspiration entwickelte Hahn seine Stilrichtung „Romantischer Realismus“, bei dem er alltägliche Motive aus ungewöhnlichen Blickwinkeln darstellt, und mit starken Verläufen gemalt, weichzeichnet. Damit erinnert Hahn äußerst subtil an verdrängte Missstände. Parallel zur Malerei gestaltet Hahn auch andere Objekte, wie die Videoinstallation „Flüssiges Gold“ oder die 3D-Druck Plastik „Schwarzer Veri“

## Ausstellungen (Auswahl)
| 2024 | Stiftung Kreissparkasse Esslingen-Nürtingen             | Gruppenausstellung im Rahmen des 4. Südwestdeutschen Kunstpreises, "Outback", Öl auf Leinwand |
| 2024 | Galerie Uli Lang, Biberach                              | Romantischer Realismus in Öl auf Leinwand, Öl auf Leinwand                                    |
| 2023 | Galerie Pflug, Biberach                                 | "The Cathedral III, Until the day is gloaming", Öl auf Leinwand                               |
| 2023 | Kleine Galerie, Bad Waldsee                             | "Malerei", Öl auf Leinwand                                                                    |
| 2022 | Altes Krankenhaus, BACKSPACE, Biberach                  | "Goldrausch", Stensil-Art, Acryl auf Holz (Gruppenausstellung)                                |
| 2022 | Galerie jkd, Berlin                                     | "Bogota", Öl auf Leinwand                                                                     |
| 2020 | Galerie der Stiftung BC – pro arte                      | "Bewölkt", Öl auf Leinwand (Katalog)                                                          |
| 2020 | Galerie Uli Lang, Biberach                              | "Der Mensch im Anthropozän", Öl auf Leinwand                                                  |
| 2020 | Galerie der Kreissparkasse Ravensburg                   | "Momente", Öl auf Leinwand                                                                    |
| 2018 | Galerie Pflug, Biberach                                 | “The Cathedral II, The Dawning Of The Day”, Öl auf Leinwand                                   |
| 2018 | Galerie der Stiftung BC - pro arte                      | "Bewegung", Öl auf Leinwand                                                                   |
| 2017 | Museum Biberach                                         | "Wasser - im Blick zeitgenössischer Künstler" (Kabinettausstellung), Öl auf Leinwand          |
| 2017 | Galerie Andreas Henn, Stuttgart                         | "Malerei", Öl auf Leinwand                                                                    |
| 2016 | Galerie Pflug, Biberach                                 | “The Cathedral”, Öl auf Leinwand                                                              |
| 2014 | Galerie jkd, Berlin                                     | „Romantischer Realismus“, Öl auf Leinwand                                                     |
| 2013 | Klettgau Galerie, Griesen                               | "Peripherie", Öl auf Leinwand                                                                 |
| 2013 | Kunsthalle Deutsche Bank                                | "Macht Kunst" (Gruppenausstellung)                                                            |
| 2011 | Funkhaus Berlin                                         | Berliner Zimmer Genossen (Gruppenausstellung), Öl auf Leinwand                                |
| 2009 | Galerie jkd, Berlin                                     | "New Stories", Öl auf Leinwand                                                                |
| 2008 | View Two Gallery, Liverpool                             | "682 Miles"(mit Marianna Krüger & Christian Hoffmann), Öl auf Leinwand                        |
| 2007 | Galerie Höhn, Ulm                                       | "Öl auf Leinwand II"                                                                          |
| 2003 | Goethe-Institut, Hongkong, "German Video Art 2000–2003" | "Der Hahn tropft (II)", VideoSkulptur (Katalog)                                               |
| 2002 | Teilnahme am 3. Marler Video-Installations-Preis, Marl  | "Der Hahn tropft (II)" VideoSkulptur / Konzeptpräsentation (Katalog)                          |
| 2001 | Laden für Nichts, Leipzig                               | "Airport", Installation (Katalog)                                                             |
| 2001 | Naturkundemuseum, Leipzig                               | "Naturalmente - Pflanze in Monitor" (Gruppenausstellung), Skulptur (Katalog)                  |
| 2000 | Teilnahme am 9. Marler Video-Kunst-Preis, Marl          | "Weak Week", Kurzvideo (Katalog)                                                              |

## Arbeiten in öffentlichen Sammlungen

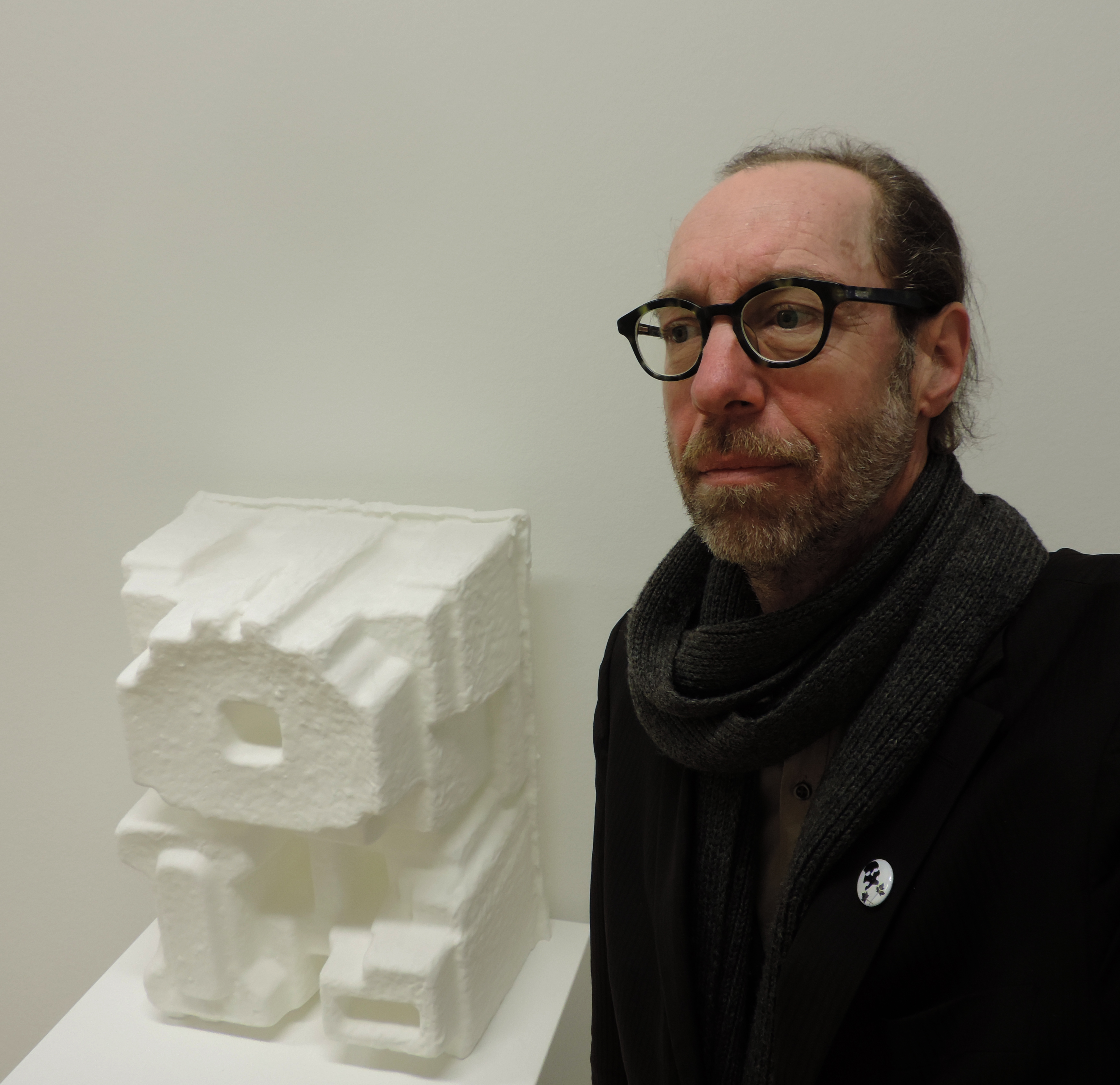
Hartmut Hahn neben der 3D-Druck Plastik "Schwarzer Veri" im Museum Biberach

- Hartmut Hahn neben der 3D-Druck Plastik "Schwarzer Veri" im Museum BiberachMuseum Biberach
- Stiftung des Landkreises Biberach
- Stiftung BC – pro arte